# 天皇杯 JFA 第98回全日本サッカー選手権大会
天皇杯 JFA 第98回全日本サッカー選手権大会（てんのうはい JFA だい98かい ぜんにほんサッカーせんしゅけんたいかい、英: Emperor's Cup JFA 98th Japan Football Championship）は、2018年（平成30年）5月26日から2018年12月9日まで開催された天皇杯 JFA 全日本サッカー選手権大会。浦和レッズが12大会ぶり7回目の優勝を果たした。

## 概要
2017年12月19日に日本サッカー協会 (JFA) からマッチスケジュールと決勝会場、シード枠が発表された。前年度において大きく変更された日程を踏まえているものの、開幕日が5月に繰り下がり、かつ決勝が2014年 (第94回)大会以来4年ぶりに12月開催となった。これは日本代表が出場するAFCアジアカップ2019 (2019年1月5日開幕)の日程に配慮したためである (第94回天皇杯にも同様の事例があった)。なお、決勝は2大会連続で埼玉スタジアム (埼玉県さいたま市緑区)で行われる。
これに先立つ2017年11月1日、JFA は同日発表した「JFAブランディング」 の一環として「統一的なブランドイメージを構築」するために、2018年4月1日以降、JFA主催の全ての大会名称に "JFA" の文字を加えること を発表しており、天皇杯においては大会名称を『天皇杯 JFA 第◯回全日本サッカー選手権大会』に変更することとしており、マッチスケジュール等のリリースからこの名称が用いられている。
レギュレーション面ではサッカー競技規則の改正等に伴い、2点の大きな変更があった。一つは交代枠に関するもので、これまでの「3人」から「3人+1人」となり、延長戦突入後に4人目の選手交代が認められるようになった。もう一つはPK戦に関するもので、これまでの先攻・後攻が固定された方式から、1本ごとに先攻・後攻が入れ替わる、いわゆる「ABBA方式」が採用されている。
平行して開催されたAFCチャンピオンズリーグ2018 (ACL) と12月に開催されるFIFAクラブワールドカップ2018に合わせる形で日程変更が行われた結果、決勝は例年より1ヶ月近く前倒しての開催となり、かつ決勝当日に開催され、スタジアム周辺がコースに含まれるさいたま国際マラソンによる影響を考慮してナイトゲーム での開催となった。また、テレビ地上波 (NHK総合) での全国中継が1試合も行われない大会となった。

## 日程
基本的に2017年12月19日に発表された日程に基づく。前回大会同様、1回戦は土日に、2回戦から準々決勝までは全て平日 (水曜日)に開催される。準決勝以降の日程は準々決勝の結果を踏まえてJFAから発表された日程に基づく。
| 試合     | 開催日              | 参加チーム数変動   | 備考                                 |
| -------- | ------------------- | ------------------ | ------------------------------------ |
| 1回戦    | 5月26、27日         | 48 (1+47) → 24     | アマチュアシード、都道府県代表の参加 |
| 2回戦    | 6月6日              | 64 (24+18+22) → 32 | J1・J2チームの参加                   |
| 3回戦    | 7月11日 (8月22日)   | 32 → 16            |                                      |
| 4回戦    | 8月22日 (9月26日)   | 16 → 8             |                                      |
| 準々決勝 | 10月24日 (11月21日) | 8 → 4              |                                      |
| 準決勝   | 12月5日             | 4 → 2              | 当初は12月16日の予定だった           |
| 決勝     | 12月9日             | 2 → 1              | 当初は12月24日の予定だった           |

1. ↑  当初から予定されていた予備日ではない。災害の影響で1試合 (サンフレッチェ広島-名古屋グランパス)がこの日に延期された。
2. ↑  ACL準々決勝に進出した鹿島アントラーズと、ACLの関係で日程変更となったJ1第24節の対戦相手であるジュビロ磐田が勝ち上がった場合に、日程変更となる[9]。
3. ↑  ACL準決勝に進出した鹿島アントラーズが勝ち上がった場合に、日程変更となる[10]。
4. 1 2  ACL決勝に進出した鹿島アントラーズが優勝してFIFAクラブワールドカップ2018に出場が決まり、かつ鹿島が天皇杯準決勝に進出した場合、準決勝と決勝の日程を変更するものとした[11]。結果、鹿島が準決勝に進出したため、日程が変更されることとなった[12]。

## 出場チーム
以下の「出場回数」についてはJFAの公式記録に基づくが、基本的には「前身となるチーム (クラブ化前の実業団チーム、など)からの通算回数」としている。ただし、一部に例外もある。

### J1リーグ
2018年のJ1リーグ所属の全18チーム。
| チーム                 | 出場回数       |
| ---------------------- | -------------- |
| 北海道コンサドーレ札幌 | 37年連続38回目 |
| ベガルタ仙台           | 24年連続25回目 |
| 鹿島アントラーズ       | 27年連続35回目 |
| 浦和レッズ             | 53年連続54回目 |
| 柏レイソル             | 24年連続51回目 |
| FC東京                 | 25年連続25回目 |
| 川崎フロンターレ       | 24年連続35回目 |
| 横浜F・マリノス        | 40年連続41回目 |
| 湘南ベルマーレ         | 47年連続47回目 |

| チーム             | 出場回数       |
| ------------------ | -------------- |
| 清水エスパルス     | 27年連続27回目 |
| ジュビロ磐田       | 39年連続42回目 |
| 名古屋グランパス   | 28年連続42回目 |
| ガンバ大阪         | 38年連続38回目 |
| セレッソ大阪       | 25年連続50回目 |
| ヴィッセル神戸     | 28年連続32回目 |
| サンフレッチェ広島 | 47年連続67回目 |
| サガン鳥栖         | 25年連続27回目 |
| V・ファーレン長崎  | 10年連続12回目 |

### J2リーグ
2018年のJ2リーグ所属の全22チーム。
| チーム                 | 出場回数       |
| ---------------------- | -------------- |
| モンテディオ山形       | 23年連続27回目 |
| 水戸ホーリーホック     | 23年連続23回目 |
| 栃木SC                 | 3年ぶり19回目  |
| 大宮アルディージャ     | 23年連続24回目 |
| ジェフユナイテッド千葉 | 32年連続54回目 |
| 東京ヴェルディ         | 43年連続44回目 |
| FC町田ゼルビア         | 4年連続7回目   |
| 横浜FC                 | 20年連続20回目 |
| ヴァンフォーレ甲府     | 23年連続27回目 |
| 松本山雅FC             | 11年連続13回目 |
| アルビレックス新潟     | 23年連続27回目 |

| チーム           | 出場回数       |
| ---------------- | -------------- |
| ツエーゲン金沢   | 12年連続15回目 |
| FC岐阜           | 13年連続13回目 |
| 京都サンガF.C.   | 25年連続36回目 |
| ファジアーノ岡山 | 11年連続11回目 |
| レノファ山口FC   | 4年連続15回目  |
| カマタマーレ讃岐 | 14年連続20回目 |
| 徳島ヴォルティス | 28年連続30回目 |
| 愛媛FC           | 20年連続20回目 |
| アビスパ福岡     | 25年連続27回目 |
| 大分トリニータ   | 23年連続23回目 |
| ロアッソ熊本     | 19年連続19回目 |

### アマチュアシードチーム
第66回全日本大学サッカー選手権大会優勝チーム。
| チーム       | 所属リーグ  | 出場回数     |
| ------------ | ----------- | ------------ |
| 流通経済大学 | 関東大学1部 | 3年ぶり9回目 |

### 都道府県代表
北海道代表は2017年8月27日、香川県代表は2018年3月3日、茨城県代表は2018年4月21日 に、岩手・秋田・鳥取・島根・岡山・広島・山口の7県代表は4月22日 に、徳島県代表は2018年5月6日 に、群馬・埼玉・東京・愛知・京都の1都1府3県代表は5月12日 に、残りの31府県代表は2018年5月13日 に決定。
| 都道府県 | チーム                       | 所属リーグ    | 出場回数       |
| -------- | ---------------------------- | ------------- | -------------- |
| 北海道   | 北海道教育大学岩見沢校       | 北海道学生1部 | 02年ぶり04回目 |
| 青森県   | ラインメール青森             | JFL           | 03年ぶり02回目 |
| 岩手県   | グルージャ盛岡               | J3            | 11年連続12回目 |
| 宮城県   | ソニー仙台FC                 | JFL           | 03年連続20回目 |
| 秋田県   | ブラウブリッツ秋田           | J3            | 17年連続25回目 |
| 山形県   | 山形大学                     | 東北大学2部   | 02年ぶり06回目 |
| 福島県   | いわきFC                     | 東北2部南     | 02年連続02回目 |
| 茨城県   | 流通経済大学ドラゴンズ龍ヶ崎 | JFL           | 初出場         |
| 栃木県   | 作新学院大学                 | 北関東大学    | 初出場         |
| 群馬県   | ザスパクサツ群馬             | J3            | 16年連続16回目 |
| 埼玉県   | 東京国際大学FC               | 関東2部       | 初出場         |
| 千葉県   | VONDS市原FC                  | 関東1部       | 02年連続02回目 |
| 東京都   | 駒澤大学                     | 関東大学1部   | 08年ぶり13回目 |
| 神奈川県 | Y.S.C.C.横浜                 | J3            | 02年連続08回目 |
| 山梨県   | 韮崎アストロス               | 山梨県1部     | 02年連続15回目 |
| 長野県   | AC長野パルセイロ             | J3            | 07年連続08回目 |
| 新潟県   | 新潟医療福祉大学             | 北信越大学1部 | 03年連続03回目 |
| 富山県   | カターレ富山                 | J3            | 03年連続10回目 |
| 石川県   | 金沢星稜大学                 | 北信越大学1部 | 初出場         |
| 福井県   | サウルコス福井               | 北信越1部     | 07年連続10回目 |
| 静岡県   | Honda FC                     | JFL           | 03年連続38回目 |
| 愛知県   | 中京大学                     | 東海学生1部   | 07年ぶり06回目 |
| 三重県   | 鈴鹿アンリミテッドFC         | 東海1部       | 03年連続05回目 |
| 岐阜県   | NK可児                       | 岐阜県1部     | 初出場         |

| 都道府県 | チーム               | 所属リーグ  | 出場回数       |
| -------- | -------------------- | ----------- | -------------- |
| 滋賀県   | MIOびわこ滋賀        | JFL         | 02年ぶり06回目 |
| 京都府   | おこしやす京都AC     | 関西1部     | 02年連続03回目 |
| 大阪府   | FC大阪               | JFL         | 02年連続04回目 |
| 兵庫県   | 関西学院大学         | 関西学生1部 | 02年ぶり26回目 |
| 奈良県   | 奈良クラブ           | JFL         | 10年連続10回目 |
| 和歌山県 | アルテリーヴォ和歌山 | 関西1部     | 10年連続10回目 |
| 鳥取県   | ガイナーレ鳥取       | J3          | 19年連続21回目 |
| 島根県   | 松江シティFC         | 中国        | 04年連続05回目 |
| 岡山県   | 三菱自動車水島FC     | 中国        | 02年連続12回目 |
| 広島県   | SRC広島              | 中国        | 03年連続05回目 |
| 山口県   | 徳山大学             | 中国大学1部 | 03年連続10回目 |
| 香川県   | 多度津FC             | 四国        | 03年ぶり03回目 |
| 徳島県   | FC徳島               | 四国        | 03年連続03回目 |
| 愛媛県   | FC今治               | JFL         | 10年連続10回目 |
| 高知県   | 高知ユナイテッドSC   | 四国        | 03年連続03回目 |
| 福岡県   | 福岡大学             | 九州大学1部 | 02年ぶり32回目 |
| 佐賀県   | 佐賀LIXIL FC         | 九州        | 03年ぶり08回目 |
| 長崎県   | 長崎総合科学大学     | 九州大学1部 | 初出場         |
| 熊本県   | 東海大学熊本         | 九州大学1部 | 02年ぶり03回目 |
| 大分県   | ヴェルスパ大分       | JFL         | 02年連続08回目 |
| 宮崎県   | テゲバジャーロ宮崎   | JFL         | 初出場         |
| 鹿児島県 | 鹿児島ユナイテッドFC | J3          | 05年連続05回目 |
| 沖縄県   | FC琉球               | J3          | 09年連続12回目 |

出場回数に関する備考
1. ↑  日産自動車サッカー部→横浜マリノスからの出場回数を含む。なお、横浜フリューゲルス (1999年に統合)の出場回数 (13回)は含まない。
2. ↑  鳥栖フューチャーズの出場回数 (5回)を含む (なお、鳥栖と鳥栖Fには組織としての連続性はない。当該項参照)。
3. ↑  前身である国見FC (1回出場)の出場回数は含まない。
4. ↑  前身の北陸電力/アローズ北陸 (10回出場)およびYKK APサッカー部 (11回出場)の出場回数は含まない。
5. ↑  前身の教育研究社およびFC KYOKEN京都の出場回数 (3回)を含まない。
6. ↑  関学クラブ (10回出場)および全関学 (4回出場)の出場回数は含まない。
7. ↑  前身のアイゴッソ高知 (「南国高知FC」として3回出場)の出場回数は含まない。
8. ↑  前身のヴォルカ鹿児島 (6回出場)およびFC KAGOSHIMA (1回出場、別に前身の鹿屋体育大学クラブで1回出場)の出場回数は含まない。

## 試合結果
ラウンド16 (4回戦)までの対戦カードは2018年3月29日に発表された。以下の方法で抽選が行われた。
- 1回戦は、アウェイで対戦することが決まっている24チームについて、東エリア (北海道・東北・関東+アマチュアシード。8チーム)を第1ポット、中央エリア (北信越・東海・関西。7チーム)を第2ポット、西エリア (中国・四国・九州。9チーム)を第3ポットに分け、第1→第3ポットの順番に抽選を行い、第3ポットで最後に残ったチームを第2ポットに移し、第2ポットを抽選して対戦相手を決定 (これにより、1回戦は原則としてエリア内のチーム同士の対戦となる)。
- 2回戦は、2017年のJ1リーグ18チーム+2017年のJ2リーグ上位6チームの計24チームを上述のエリアごとに3つのポットに分け、各ポットごとに抽選を行って対戦カードを決定。これにより、2回戦も原則としてエリア内のチーム同士の対戦となるが、第1ポットが13チーム、第2ポットが7チーム、第3ポットが4チームと偏りが生じるため、「第2ポットから第3ポットに4チームを移動 → 第1ポットから8チームを抽選 → 第1ポットの残った5チームを第2ポットに移動 → 第2ポットを抽選 → 第3ポットを抽選」の手順で抽選が行われた。

なお、2017年のJ2リーグ7位以下のチームは、あらかじめ対戦カードが決められていた。

### 1回戦
| 2018年5月26日 No.1 | いわきFC         | 1 - 2    | ソニー仙台FC          | いわき市                                                                      |
| 13:00              | - 小野瀬恵亮 9分 | 公式記録 | - 藤原元輝 28分, 60分 | 競技場: 21世紀の森公園いわきグリーンフィールド 観客数: 2,298人 主審: 竹長泰彦 |

| 2018年5月27日 No.2                                       | 北海道教育大学岩見沢校 | 1 - 1 (延長) (5-4 PK戦)                                | 韮崎アストロス  | 札幌市                                                    |
| 13:00                                                    | - 遠藤佑馬 90+2分      | 公式記録                                               | - 長島孝太 27分 | 競技場: 札幌厚別公園競技場 観客数: 216人 主審: 宇治原拓也 |
|                                                          | PK戦                   |                                                        |                 |                                                           |
| - 見原一歩 - 野村拓哉 - 小笠原光研 - 佐藤隼人 - 泉山凌馬 |                        | - 長島孝太 - 飯塚慎一 - 福井風斗 - 畑川大地 - 鈴木範行 |                 |                                                           |

| 2018年5月27日 No.3 | SRC広島 | 0 - 4    | 松江シティFC                                                    | 福山市                                                              |
| 13:00              |         | 公式記録 | - 宮内寛斗 19分 - 酒井達磨 22分 - 西村光司 75分 - 長谷優 90+2分 | 競技場: 福山市竹ヶ端運動公園陸上競技場 観客数: 454人 主審: 緒方孝浩 |

| 2018年5月26日 No.4                          | 多度津FC                   | 2 - 2 (延長) (4-2 PK戦)                   | 東海大学熊本                     | 高松市                                                          |
| 13:00                                       | - 梶山勝矢 64分 (PK), 80分 | 公式記録                                  | - 吉岡樹里也 6分 - 藤田健吾 62分 | 競技場: 香川県営サッカー・ラグビー場 観客数: 233人 主審: 藤田優 |
|                                             | PK戦                       |                                           |                                  |                                                                 |
| - 梶山勝矢 - 大山泰雅 - 田代正人 - 三原圭太 |                            | - 瀧上優 - 榎島聖稀 - 藤田健吾 - 酒井崇一 |                                  |                                                                 |

| 2018年5月27日 No.5 | 福岡大学          | 1 - 0    | FC徳島 | 福岡市                                                          |
| 13:00              | - 今田源紀 90+5分 | 公式記録 |        | 競技場: レベルファイブスタジアム 観客数: 501人 主審: 佐々木信哉 |

| 2018年5月26日 No.6                                                                                        | 作新学院大学                              | 3 - 3 (延長) (8-9 PK戦)                                                                                         | ラインメール青森                                | 宇都宮市                                                      |
| 13:00 | - 井上真冬 36分 (PK) - 吉澤柊 66分, 108分 | 公式記録 | - 小幡純平 24分 - 多木理音 30分 - 太田徹郎 97分 | 競技場: 栃木県グリーンスタジアム 観客数: 321人 主審: 上田隆生 |
| | PK戦                                      | |                                                 |                                                               |
| - 井上真冬 - 吉田悠人 - 藤原亮太 - 永見廉 - 慶野雄太 - 柳原隆二 - 吉澤柊 - 水沼純也 - 江口隼人 - 菊地大輝 |                                           | - 髙橋寛太 - 小幡純平 - 小栗和也 - 野崎雅也 - 浜田幸織 - 奥山泰裕 - 小松崎雄太 - 田中康平 - 山崎正登 - 横山卓司 |                                                 |                                                               |

| 2018年5月27日 No.7 | ブラウブリッツ秋田 | 0 - 1    | VONDS市原FC     | 秋田市                                                          |
| 13:00              |                    | 公式記録 | - 三原向平 47分 | 競技場: 秋田市八橋運動公園陸上競技場 観客数: 506人 主審: 長田望 |

| 2018年5月27日 No.8 | 流通経済大学ドラゴンズ龍ヶ崎 | 2 - 0    | 山形大学 | 鹿嶋市                                                                |
| 13:00              | - 原岡翼 6分 - 園山栄樹 37分 | 公式記録 |          | 競技場: 茨城県立カシマサッカースタジアム 観客数: 468人 主審: 千葉直史 |

| 2018年5月26日 No.9 | 高知ユナイテッドSC             | 2 - 0    | 三菱水島FC | 高知市                                                                  |
| 13:01              | - 田口遼 4分 - 平田拳一郎 51分 | 公式記録 |            | 競技場: 高知県立春野総合運動公園陸上競技場 観客数: 621人 主審: 花川雄一 |

| 2018年5月26日 No.10 | FC大阪                                            | 3 - 0    | 徳山大学 | 大阪市                                                    |
| 14:00               | - 木匠貴大 39分 - 四ヶ浦寛康 81分 - 田渕大貴 85分 | 公式記録 |          | 競技場: キンチョウスタジアム 観客数: 369人 主審: 矢野浩平 |

| 2018年5月27日 No.11 | ザスパクサツ群馬                | 2 - 1    | 駒澤大学        | 前橋市                                                                      |
| 13:04               | - 岡田翔平 27分 - 岡庭裕貴 84分 | 公式記録 | - 大塲淳矢 90分 | 競技場: 群馬県立敷島公園サッカー・ラグビー場 観客数: 1,357人 主審: 塚田智宏 |

| 2018年5月26日 No.12 | AC長野パルセイロ                          | 3 - 2    | 新潟医療福祉大学              | 長野市                                                 |
| 13:00               | - 佐藤悠希 32分, 90+1分 - 内野貴志 45+2分 | 公式記録 | - 橋本恭輔 14分 - 林純平 86分 | 競技場: 長野Uスタジアム 観客数: 1,641人 主審: 加藤正和 |

| 2018年5月26日 No.13 | アルテリーヴォ和歌山              | 2 - 3 (延長) | Honda FC                               | 和歌山市                                                            |
| 13:00               | - 寺本健人 45+1分 - 中島健汰 93分 | 公式記録     | - 児玉伶音 21分, 95分 - 富田湧也 110分 | 競技場: 和歌山県紀三井寺公園陸上競技場 観客数: 670人 主審: 川勝彬史 |

| 2018年5月27日 No.14                                        | ガイナーレ鳥取     | 1 - 1 (延長) (4-2 PK戦)                       | ヴェルスパ大分  | 鳥取市                                                        |
| 13:00                                                      | - 小林智光 105+1分 | 公式記録                                      | - 鍔田有馬 92分 | 競技場: とりぎんバードスタジアム 観客数: 783人 主審: 松澤慶和 |
|                                                            | PK戦               |                                               |                 |                                                               |
| - レオナルド - 甲斐健太郎 - 小林智光 - 奥田裕貴 - 可児壮隆 |                    | - 篠原宏仁 - 畠中佑樹 - 鍔田有馬 - 長谷川覚之 |                 |                                                               |

| 2018年5月26日 No.15 | 奈良クラブ                        | 2 - 0    | 金沢星稜大学 | 奈良市                                                  |
| 13:00               | - 曽我部慶太 63分 - 佐藤和馬 74分 | 公式記録 |              | 競技場: ならでんフィールド 観客数: 333人 主審: 石丸秀平 |

| 2018年5月27日 No.16 | Y.S.C.C.横浜                                      | 3 - 2    | 東京国際大学FC                  | 平塚市                                                         |
| 13:03               | - 宗近慧 4分 - 吉田明生 29分 (PK) - 奥田晃也 89分 | 公式記録 | - 長島昂平 52分 - 砂川洸介 57分 | 競技場: Shonan BMW スタジアム平塚 観客数: 715人 主審: 大田智寛 |

| 2018年5月27日 No.17 | 鈴鹿アンリミテッドFC | 0 - 1    | 関西学院大学    | 伊賀市                                                  |
| 13:00               |                      | 公式記録 | - 山本悠樹 36分 | 競技場: 上野運動公園競技場 観客数: 715人 主審: 内山翔太 |

| 2018年5月27日 No.18 | カターレ富山    | 1 - 0    | おこしやす京都AC | 高岡市                                                                       |
| 13:00               | - 弓崎恭平 22分 | 公式記録 |                  | 競技場: 高岡スポーツコア サッカー・ラグビー場 観客数: 1,129人 主審: 大橋侑祐 |

| 2018年5月27日 No.19 | 佐賀LIXIL FC | 0 - 3    | テゲバジャーロ宮崎                              | 佐賀市                                                          |
| 13:00               |              | 公式記録 | - 川上典洋 28分 - 藤岡浩介 37分 - 三島勇太 77分 | 競技場: 佐賀県総合運動場陸上競技場 観客数: 364人 主審: 須谷雄三 |

| 2018年5月26日 No.20                                                   | FC琉球          | 1 - 1 (延長) (5-6 PK戦)                                       | FC今治         | 沖縄市                                                              |
| 19:00                                                                 | - 中川風希 92分 | 公式記録                                                      | - 有間潤 114分 | 競技場: 沖縄県総合運動公園陸上競技場 観客数: 1,064人 主審: 田中玲匡 |
|                                                                       | PK戦            |                                                               |                |                                                                     |
| - 枝本雄一郎 - 播戸竜二 - 中川風希 - 徳元悠平 - 増谷幸祐 - 知念雄太朗 |                 | - 三田尚希 - 小野田将人 - 有間潤 - 中野圭 - 長島滉大 - 片岡爽 |                |                                                                     |

| 2018年5月27日 No.21 | グルージャ盛岡  | 1 - 2    | 流通経済大学                             | 盛岡市                                                  |
| 13:03               | - 嫁阪翔太 45分 | 公式記録 | - アピアタウィア久 2分 - 渋谷峻二郎 74分 | 競技場: いわぎんスタジアム 観客数: 446人 主審: 國吉真吾 |

| 2018年5月26日 No.22 | サウルコス福井                   | 2 - 3 (延長) | 中京大学                                             | 坂井市                                                          |
| 13:00               | - 御宿貴之 91分 - 石塚功志 103分 | 公式記録     | - 西口黎央 104分 - 市川兼伍 105+1分 - 東家聡樹 112分 | 競技場: テクノポート福井スタジアム 観客数: 516人 主審: 道山悟至 |

| 2018年5月27日 No.23 | NK可児 | 0 - 3    | MIOびわこ滋賀                         | 岐阜市                                                                      |
| 13:01               |        | 公式記録 | - 原口大佑 33分, 81分 - 坂本一輝 68分 | 競技場: 岐阜メモリアルセンター長良川球技メドウ 観客数: 631人 主審: 山口大輔 |

| 2018年5月27日 No.24 | 鹿児島ユナイテッドFC                            | 3 - 0    | 長崎総合科学大学 | 鹿児島市                                              |
| 13:00               | - 冨成慎司 49分 - 谷口功 63分 - アレックス 86分 | 公式記録 |                  | 競技場: 白波スタジアム 観客数: 1,026人 主審: 国吉真樹 |

### 2回戦
| 2018年6月6日 No.25 | 川崎フロンターレ                                      | 3 - 2    | ソニー仙台FC                    | 川崎市                                                  |
| 19:03              | - 長谷川竜也 52分 - エウシーニョ 66分 - 家長昭博 89分 | 公式記録 | - 藤原元輝 18分 - 三浦祐希 33分 | 競技場: 等々力陸上競技場 観客数: 5,488人 主審: 榎本一慶 |

| 2018年6月6日 No.26 | 水戸ホーリーホック                                | 2 - 0    | 愛媛FC | 水戸市                                                          |
| 19:00              | - 宮本拓弥 34分 - ジェフェルソン・バイアーノ 90分 | 公式記録 |        | 競技場: ケーズデンキスタジアム水戸 観客数: 898人 主審: 田中玲匡 |

| 2018年6月6日 No.27 | 湘南ベルマーレ | 1 - 0    | 北海道教育大学岩見沢校 | 平塚市                                                        |
| 19:00              | - 高山薫 22分  | 公式記録 |                        | 競技場: Shonan BMWスタジアム平塚 観客数: 921人 主審: 大坪博和 |

| 2018年6月6日 No.28 | V・ファーレン長崎                   | 2 - 1 (延長) | 松江シティFC     | 長崎市                                                                        |
| 19:00              | - 幸野志有人 105分 - 平松宗 120+1分 | 公式記録     | - 宮内寛斗 118分 | 競技場: 長崎市総合運動公園かきどまり陸上競技場 観客数: 1,454人 主審: 笠原寛貴 |

| 2018年6月6日 No.29 | サガン鳥栖                                                                                        | 7 - 0    | 多度津FC | 鳥栖市                                                          |
| 19:00              | - 河野広貴 1分 - ビクトル・イバルボ 9分, 60分 - 小野裕二 47分 - 安庸佑 71分, 78分 - 高橋祐治 89分 | 公式記録 |          | 競技場: ベストアメニティスタジアム 観客数: 2,314人 主審: 松尾一 |

| 2018年6月6日 No.30 | 徳島ヴォルティス      | 1 - 0    | 栃木SC | 鳴門市                                                                                  |
| 19:00              | - 杉本太郎 5分 (pen.) | 公式記録 |        | 競技場: 鳴門・大塚スポーツパークポカリスエットスタジアム 観客数: 1,309人 主審: 吉田哲朗 |

| 2018年6月6日 No.31 | ヴィッセル神戸                                      | 3 - 0    | 福岡大学 | 神戸市                                                        |
| 19:00              | - 三田啓貴 25分 - 三原雅俊 54分 - ウェリントン 73分 | 公式記録 |          | 競技場: ノエビアスタジアム神戸 観客数: 2,202人 主審: 飯田淳平 |

| 2018年6月6日 No.32                                                       | ジェフユナイテッド千葉          | 2 - 2 (延長) (5-4 PK戦)                                                    | ラインメール青森                | 千葉市                                                    |
| 19:00                                                                    | - 指宿洋史 74分 - 清武功暉 99分 | 公式記録                                                                   | - 太田徹郎 3分 - 浜田幸織 110分 | 競技場: フクダ電子アリーナ 観客数: 2,064人 主審: 鶴岡将樹 |
|                                                                          | PK戦                            |                                                                            |                                 |                                                           |
| - ゲリア - 矢田旭 - 清武功暉 - ラリベイ - 指宿洋史 - 為田大貴 - 高木利弥 |                                 | - 多木理音 - 浜田幸織 - 山崎正登 - 根本圭輔 - 高井青 - 小幡純平 - 小口大貴 |                                 |                                                           |

| 2018年6月6日 No.33 | 柏レイソル                                                                   | 6 - 0    | VONDS市原FC | 柏市                                                              |
| 19:00              | - 伊東純也 1分 - 江坂任 45分, 90分 - 小泉慶 64分 - ハモン・ロペス 82分, 86分 | 公式記録 |             | 競技場: 三協フロンテア柏スタジアム 観客数: 2,429人 主審: 岡部拓人 |

| 2018年6月6日 No.34                                 | モンテディオ山形      | 2 - 2 (延長) (4-2 PK戦)                     | FC岐阜                          | 天童市                                                        |
| 19:00                                              | - 汰木康也 36分, 85分 | 公式記録                                    | - 山岸祐也 54分 - 風間宏矢 73分 | 競技場: NDソフトスタジアム山形 観客数: 1,863人 主審: 佐藤誠和 |
|                                                    | PK戦                  |                                             |                                 |                                                               |
| - 瀬沼優司 - 中山仁斗 - 中村駿 - 南秀仁 - 山田拓巳 |                       | - 風間宏矢 - 中島賢星 - 三島頌平 - 福村貴幸 |                                 |                                                               |

| 2018年6月6日 No.35 | FC東京                                                                | 4 - 2    | 流通経済大学ドラゴンズ龍ヶ崎    | 調布市                                                    |
| 19:04              | - 橋本拳人 10分 - 髙萩洋次郎 36分 - ディエゴ・オリヴェイラ 85分, 88分 | 公式記録 | - 園山栄樹 55分 - 加藤千尋 66分 | 競技場: 味の素スタジアム 観客数: 3,617人 主審: 福島考一郎 |

| 2018年6月6日 No.36                                 | アルビレックス新潟 | 0 - 0 (延長) (5-3 PK戦)                     | 高知ユナイテッドSC | 新潟市                                                                |
| 19:00                                              |                    | 公式記録                                    |                    | 競技場: デンカビッグスワンスタジアム 観客数: 2,241人 主審: 植松健太朗 |
|                                                    | PK戦               |                                             |                    |                                                                       |
| - 加藤大 - 河田篤秀 - 戸嶋祥郎 - 原輝綺 - 坂井大将 |                    | - 前原大樹 - 堀江修平 - 藤田大道 - 中林一樹 |                    |                                                                       |

| 2018年6月6日 No.37 | 横浜F・マリノス                                                        | 4 - 3    | FC大阪                                           | 横浜市                                                      |
| 19:00              | - イッペイ・シノヅカ 3分 - ウーゴ・ヴィエイラ 22分, 77分 - 伊藤翔 87分 | 公式記録 | - 江坂巧 8分 - 南部健造 12分 - ジュニーニョ 46分 | 競技場: ニッパツ三ツ沢球技場 観客数: 3,096人 主審: 高山啓義 |

| 2018年6月6日 No.38 | 横浜FC                        | 2 - 0    | カマタマーレ讃岐 | 丸亀市                                                |
| 19:00              | - 戸島章 12分 - 立花歩夢 89分 | 公式記録 |                  | 競技場: Pikaraスタジアム 観客数: 871人 主審: 上原直人 |

| 2018年6月6日 No.39 | ベガルタ仙台                                  | 4 - 0    | ザスパクサツ群馬 | 仙台市                                                          |
| 19:00              | - 野津田岳人 34分 - 西村拓真 65分, 77分, 82分 | 公式記録 |                  | 競技場: ユアテックスタジアム仙台 観客数: 2,685人 主審: 西村雄一 |

| 2018年6月6日 No.40 | 大宮アルディージャ | 1 - 0    | AC長野パルセイロ | さいたま市                                                 |
| 19:03              | - 茨田陽生 27分    | 公式記録 |                  | 競技場: NACK5スタジアム大宮 観客数: 1,937人 主審: 大原拳哉 |

| 2018年6月6日 No.41 | 鹿島アントラーズ                                                            | 6 - 1    | Honda FC               | 鹿嶋市                                                                  |
| 19:03              | - 安部裕葵 20分 - 鈴木優磨 42分, 44分 - 土居聖真 50分, 90+3分 - 68分 (o.g.) | 公式記録 | - 栗本広輝 15分 (pen.) | 競技場: 茨城県立カシマサッカースタジアム 観客数: 3,172人 主審: 山本雄大 |

| 2018年6月6日 No.42 | ファジアーノ岡山 | 0 - 1 (延長) | FC町田ゼルビア   | 岡山市                                                        |
| 19:00              |                  | 公式記録     | - 平戸太貴 119分 | 競技場: シティライトスタジアム 観客数: 1,986人 主審: 西山貴生 |

| 2018年6月6日 No.43 | サンフレッチェ広島                | 2 - 0    | ガイナーレ鳥取 | 福山市                                                              |
| 18:31              | - 工藤壮人 29分 - パトリック 37分 | 公式記録 |                | 競技場: 福山市竹ヶ端運動公園陸上競技場 観客数: 2,829人 主審: 柿沼亨 |

| 2018年6月6日 (6月28日) No.44                                                                                            | 名古屋グランパス                | 1 - 1 (延長) (7-6 PK戦)                                                                 | 奈良クラブ      | 名古屋市                                                                         |
| 19:00 (18:00) | - ガブリエル・シャビエル 45+4分 | 公式記録                                                                                | - 金久保彩 75分 | 競技場: パロマ瑞穂スタジアム 観客数: 2,455人 (2,214人) 主審: 清水修平 (飯田淳平) |
| | PK戦                            |                                                                                         |                 |                                                                                  |
| - ガブリエル・シャビエル - 小林裕紀 - 佐藤寿人 - 和泉竜司 - 内田健太 - 宮原和也 - 長谷川アーリアジャスール - 八反田康平 |                                 | - 曽我部慶太 - 向慎一 - 布施周士 - 金久保彩 - 藤井貴之 - 佐藤和馬 - 前田晃一 - 山田晃平 |                 |                                                                                  |

| 2018年6月6日 No.45 | 浦和レッズ                                           | 3 - 0    | Y.S.C.C.横浜 | さいたま市                                                |
| 19:03              | 34分 (o.g.) - 興梠慎三 45+2分 (pen.) - 山田直輝 90分 | 公式記録 |              | 競技場: 浦和駒場スタジアム 観客数: 4,276人 主審: 村上伸次 |

| 2018年6月6日 No.46                                   | 松本山雅FC    | 1 - 1 (延長) (5-4 PK戦)                                  | ロアッソ熊本    | 松本市                                                                  |
| 19:03                                                | - 永井龍 42分 | 公式記録                                                 | - 高瀬優孝 83分 | 競技場: 松本平広域公園総合球技場アルウィン 観客数: 4,243人 主審: 谷本涼 |
|                                                      | PK戦          |                                                          |                 |                                                                         |
| - 山本大貴 - 中美慶哉 - 前田直輝 - 安東輝 - 田中隼磨 |               | - 多々良敦斗 - 坂本広大 - 田中達也 - 池谷友喜 - 上原拓郎 |                 |                                                                         |

| 2018年6月6日 No.47 | ガンバ大阪      | 1 - 2 (延長) | 関西学院大学                    | 吹田市                                                              |
| 19:03              | - 三浦弦太 89分 | 公式記録     | - 岩本和希 87分 - 山見大登 92分 | 競技場: パナソニック スタジアム 吹田 観客数: 3,103人 主審: 窪田陽輔 |

| 2018年6月6日 No.48 | 東京ヴェルディ                      | 3 - 2    | カターレ富山                      | 東京都北区                                                |
| 19:00              | - 林陵平 16分 - 李栄直 20分, 90+4分 | 公式記録 | - 新井瑞希 36分 - 今瀬淳也 45+2分 | 競技場: 味の素フィールド西が丘 観客数: 790人 主審: 俵元希 |

| 2018年6月6日 No.49 | セレッソ大阪    | 1 - 0    | テゲバジャーロ宮崎 | 大阪市                                                      |
| 19:01              | - 高木俊幸 31分 | 公式記録 |                    | 競技場: キンチョウスタジアム 観客数: 2,565人 主審: 清水勇人 |

| 2018年6月6日 No.50 | 京都サンガF.C.        | 1 - 3 (延長) | ツエーゲン金沢                                    | 京都市                                                                        |
| 19:00              | - レンゾ・ロペス 73分 | 公式記録     | - 垣田裕暉 34分 - 山﨑雅人 109分 - 佐藤洸一 114分 | 競技場: 京都市西京極総合運動公園陸上競技場兼球技場 観客数: 816人 主審: 堀格郎 |

| 2018年6月6日 No.51 | 清水エスパルス  | 1 - 0    | FC今治 | 静岡市                                                     |
| 19:00              | - 河井陽介 77分 | 公式記録 |        | 競技場: IAIスタジアム日本平 観客数: 2,189人 主審: 家本政明 |

| 2018年6月6日 No.52 | ヴァンフォーレ甲府                    | 3 - 1    | 流通経済大学    | 甲府市                                                    |
| 19:00              | - 田中佑昌 11分, 50分 - 曽根田穣 79分 | 公式記録 | - 相澤祥太 20分 | 競技場: 山梨中銀スタジアム 観客数: 1,377人 主審: 中井敏博 |

| 2018年6月6日 No.53 | ジュビロ磐田                                         | 3 - 2 (延長) | 中京大学                            | 磐田市                                                         |
| 19:00              | - 藤川虎太朗 45+1分 - 中野誠也 48分 - 松浦拓弥 103分 | 公式記録     | - 武田航太朗 82分 - 大城佑斗 90+3分 | 競技場: ヤマハスタジアム (磐田) 観客数: 2,230人 主審: 野田祐樹 |

| 2018年6月6日 No.54 | 大分トリニータ  | 1 - 2    | レノファ山口FC                  | 山口市                                                      |
| 19:00              | - 岩田智輝 53分 | 公式記録 | - 山下敬大 57分 - 高木大輔 69分 | 競技場: 維新みらいふスタジアム 観客数: 2,728人 主審: 岡宏道 |

| 2018年6月6日 No.55 | 北海道コンサドーレ札幌      | 2 - 1    | MIOびわこ滋賀   | 札幌市                                                      |
| 19:00              | - ジェイ 56分 - 都倉賢 73分 | 公式記録 | - 嘉茂良悟 72分 | 競技場: 札幌厚別公園競技場 観客数: 2,668人 主審: 三上正一郎 |

| 2018年6月6日 No.56 | アビスパ福岡  | 1 - 0    | 鹿児島ユナイテッドFC | 福岡市                                                          |
| 19:00              | - 城後寿 33分 | 公式記録 |                      | 競技場: レベルファイブスタジアム 観客数: 1,505人 主審: 先立圭吾 |

#### マッチナンバー44の扱い
本大会のマッチナンバー44 (名古屋グランパスvs奈良クラブ)は、延長戦終了時点で1-1であったことからPK戦を実施し、以下の結果により一旦は奈良クラブが3回戦進出と決まった。
| 名古屋グランパス                                                                  | 1 - 1 | 奈良クラブ                                                        |
| --------------------------------------------------------------------------------- | ----- | ----------------------------------------------------------------- |
|                                                                                   |       |                                                                   |
| PK戦                                                                              |       |                                                                   |
| - ガブリエル・シャビエル - 小林裕紀 - 内田健太 - 和泉竜司 - 佐藤寿人 - ワシントン | 4-5   | - 曽我部慶太 - 向慎一 - 前田晃一 - 金久保彩 - 布施周士 - 藤井貴之 |

この際、奈良クラブの4人目・金久保彩は、助走後にフェイントを入れたとして主審の清水修平から「やり直し」の指示を受けて、2回目のキックでPKを成功させた。しかし、競技規則第14条では「一度助走を完了した後、ボールをけるためにフェイントをしたと判断した場合は、該当選手を警告し、PKは完了する (失敗扱いとする)」と定められており、この時点で名古屋4-2奈良となって名古屋が3回戦に進出していたはずではないか、と試合翌日の6月7日に3級審判員の資格を持つ一般の観戦者 から確認の問い合わせがあった。
通常、試合においては「プレーに関する事実についての主審の決定は最終である」とされているが、この場合のPK戦は「3回戦に進出するチームを決するための方式」であり試合の一部ではないこと (試合は記録上「引き分け」扱い)、ならびに手続き上「PK戦のみのやり直し」があり得ることを国際サッカー評議会 (IFAB) に確認した上で、「次ラウンド進出チームの決定に直接影響を及ぼす、担当審判員による明らかな競技規則の適用ミスがあった」との理由により2018年6月11日に日本サッカー協会において臨時の天皇杯実施委員会を開催し、委員会での多数決によりこの試合のPK戦のみやり直すことが発表された。やり直しのPK戦は、2018年6月28日に試合会場と同じパロマ瑞穂スタジアムにて入場無料で行われることがJFAから発表され、名古屋の一部選手（負傷による）とマッチコミッショナー、審判アセッサー及び審判団を入れ替えた上で同日18時から実施。再びサドンデスにもつれ、奈良の8人目・MF山田晃平が枠を外した一方で、名古屋の8人目・MF八反田康平がゴールを決めて名古屋が3回戦進出、奈良の番狂わせは幻に終わった。
なお、一連の騒動の責任を問うかたちで、この試合の主審だった清水修平に3ヶ月の活動停止処分、副審2名に2ヶ月の活動停止処分が行われている。

### 3回戦
| 2018年7月11日 No.57                         | 川崎フロンターレ | 1 - 1 (延長) (4-2 PK戦)                     | 水戸ホーリーホック | 水戸市                                                            |
| 19:03                                       | - 谷口彰悟 4分   | 公式記録                                    | - 冨田大介 90+3分  | 競技場: ケーズデンキスタジアム水戸 観客数: 3,058人 主審: 飯田淳平 |
|                                             | PK戦             |                                             |                    |                                                                   |
| - 知念慶 - 下田北斗 - 中村憲剛 - 長谷川竜也 |                  | - 冨田大介 - 岸本武流 - 船谷圭祐 - 齋藤恵太 |                    |                                                                   |

| 2018年7月11日 No.58                              | 湘南ベルマーレ     | 1 - 1 (延長) (4-3 PK戦)                              | V・ファーレン長崎 | 平塚市                                                          |
| 19:00                                            | - 表原玄太 120+1分 | 公式記録                                             | - 鈴木武蔵 95分   | 競技場: Shonan BMWスタジアム平塚 観客数: 2,080人 主審: 山本雄大 |
|                                                  | PK戦               |                                                      |                   |                                                                 |
| - 杉岡大暉 - 端戸仁 - 島村毅 - 坂圭祐 - 表原玄太 |                    | - 島田譲 - 鈴木武蔵 - 幸野志有人 - 前田悠佑 - 平松宗 |                   |                                                                 |

| 2018年7月11日 No.59 | サガン鳥栖                                        | 3 - 1    | 徳島ヴォルティス | 鳴門市                                                                                    |
| 19:00               | - 原川力 4分 (pen.) - 高橋祐治 40分 - 池田圭 67分 | 公式記録 | - ブエノ 72分    | 競技場: 鳴門・大塚スポーツパークポカリスエットスタジアム 観客数: 1,559人 主審: 福島孝一郎 |

| 2018年7月11日 No.60 | ヴィッセル神戸                                                                    | 6 - 1    | ジェフユナイテッド千葉 | 千葉市                                                    |
| 19:00               | - 安井拓也 31分 - ウェリントン 36分, 90+1分 - 三田啓貴 39分, 56分 - 大槻周平 74分 | 公式記録 | - 指宿洋史 75分        | 競技場: フクダ電子アリーナ 観客数: 3,540人 主審: 家本政明 |

| 2018年7月11日 No.61 | 柏レイソル                     | 1 - 2    | モンテディオ山形                            | 天童市                                                        |
| 19:00               | - クリスティアーノ 90分 (pen.) | 公式記録 | - 坂井達弥 67分 - フェリペ・アウベス 90+4分 | 競技場: NDソフトスタジアム山形 観客数: 3,016人 主審: 荒木友輔 |

| 2018年7月11日 No.62 | FC東京                                            | 3 - 1    | アルビレックス新潟 | 新潟市                                                              |
| 19:03               | - 東慶悟 23分 - ディエゴ・オリヴェイラ 56分, 60分 | 公式記録 | - 坂井大将 20分    | 競技場: デンカビックスワンスタジアム 観客数: 2,315人 主審: 笠原寛貴 |

| 2018年7月11日 No.63 | 横浜F・マリノス                        | 2 - 1 (延長) | 横浜FC        | 横浜市                                                       |
| 19:04               | - ウーゴ・ヴィエイラ 74分, 97分 (pen.) | 公式記録     | - 戸島章 68分 | 競技場: ニッパツ三ツ沢球技場 観客数: 10,435人 主審: 西村雄一 |

| 2018年7月11日 No.64 | ベガルタ仙台    | 1 - 0    | 大宮アルディージャ | さいたま市                                                 |
| 19:00               | - 中野嘉大 12分 | 公式記録 |                    | 競技場: NACK5スタジアム大宮 観客数: 3,752人 主審: 小屋幸栄 |

| 2018年7月11日 No.65 | 鹿島アントラーズ                                                | 5 - 1    | FC町田ゼルビア  | 町田市                                                    |
| 18:33               | - 西大伍 10分 - 鈴木優磨 20分, 64分 · 61分 (o.g.) - 遠藤康 81分 | 公式記録 | - 戸高弘貴 75分 | 競技場: 町田市立陸上競技場 観客数: 5,589人 主審: 高山啓義 |

| 2018年8月22日 No.66 | サンフレッチェ広島                               | 4 - 1 (延長) | 名古屋グランパス | 広島市                                                          |
| 19:03               | - 工藤壮人 6分 - パトリック 99分, 105+1分, 117分 | 公式記録     | - 深堀隼平 18分  | 競技場: エディオンスタジアム広島 観客数: 2,822人 主審: 笠原寛貴 |

| 2018年7月11日 No.67 | 浦和レッズ              | 2 - 1    | 松本山雅FC    | 松本市                                                                   |
| 19:04               | - マウリシオ 42分, 85分 | 公式記録 | - 永井龍 10分 | 競技場: 松本平広域公園総合球技場アルウィン 観客数: 12,077人 主審: 柿沼亨 |

| 2018年7月11日 No.68 | 関西学院大学 | 0 - 1    | 東京ヴェルディ | 東京都北区                                                  |
| 19:04               |              | 公式記録 | - 平智広 43分  | 競技場: 味の素フィールド西が丘 観客数: 1,668人 主審: 谷本涼 |

| 2018年7月11日 No.69 | セレッソ大阪                                      | 3 - 0    | ツエーゲン金沢 | 金沢市                                                              |
| 19:01               | - 水沼宏太 10分 - 清武弘嗣 26分 - 福満隆貴 90+3分 | 公式記録 |                | 競技場: 石川県西部緑地公園陸上競技場 観客数: 5,540人 主審: 村上伸次 |

| 2018年7月11日 No.70 | 清水エスパルス | 0 - 1    | ヴァンフォーレ甲府 | 甲府市                                                    |
| 19:01               |                | 公式記録 | - 田中佑昌 7分     | 競技場: 山梨中銀スタジアム 観客数: 2,682人 主審: 野田祐樹 |

| 2018年7月11日 No.71 | ジュビロ磐田                                            | 4 - 1    | レノファ山口FC    | 山口市                                                        |
| 19:00               | - 川又堅碁 16分, 71分 - 上原力也 44分 - 大井健太郎 84分 | 公式記録 | - 高木大輔 90+5分 | 競技場: 維新みらいふスタジアム 観客数: 4,948人 主審: 今村義朗 |

| 2018年7月11日 No.72 | 北海道コンサドーレ札幌                                            | 4 - 0    | アビスパ福岡 | 福岡市                                                          |
| 19:00               | - 三好康児 12分 - ジェイ 59分 - チャナティップ 65分 - 都倉賢 85分 | 公式記録 |              | 競技場: レベルファイブスタジアム 観客数: 1,736人 主審: 木村博之 |

### 4回戦
| 2018年8月22日 No.73 | 川崎フロンターレ                               | 3 - 1    | 湘南ベルマーレ    | 川崎市                                                  |
| 19:03               | 47分 (o.g.) - 齋藤学 54分 - 知念慶 87分 (pen.) | 公式記録 | - 小川慶治朗 15分 | 競技場: 等々力陸上競技場 観客数: 8,553人 主審: 今村義朗 |

| 2018年8月22日 No.74 | サガン鳥栖                                                | 3 - 0    | ヴィッセル神戸 | 鳥栖市                                                               |
| 19:04               | 37分 (o.g.) - 安在和樹 50分 - フェルナンド・トーレス 84分 | 公式記録 |                | 競技場: ベストアメニティスタジアム 観客数: 17,361人 主審: 福島孝一郎 |

| 2018年8月22日 No.75                                                                          | モンテディオ山形 | 1 - 1 (延長) (7-6 PK戦)                                                          | FC東京                              | 天童市                                                        |
| 19:03                                                                                        | - 阪野豊史 9分   | 公式記録                                                                         | - ディエゴ・オリヴェイラ 7分 (pen.) | 競技場: NDソフトスタジアム山形 観客数: 3,515人 主審: 小屋幸栄 |
|                                                                                              | PK戦             |                                                                                  |                                     |                                                               |
| - フェリペ・アウベス - ブルーノ・ロペス - 小林成豪 - 山田拓巳 - 中村駿 - 熊本雄太 - 安西海斗 |                  | - 森重真人 - チャン・ヒョンス - 東慶悟 - 永井謙佑 - 米本拓司 - 室屋成 - 富樫敬真 |                                     |                                                               |

| 2018年8月22日 No.76 | 横浜F・マリノス                   | 2 - 3    | ベガルタ仙台                                  | 横浜市                                                    |
| 19:03               | - 畠中槙之輔 40分 - 喜田拓也 48分 | 公式記録 | - 石原直樹 16分, 54分 - ジャーメイン良 45+3分 | 競技場: ニッパツ三ツ沢球技場 観客数: 5,977人 主審: 東城穣 |

| 2018年9月26日 No.77 | 鹿島アントラーズ                     | 2 - 0 (延長) | サンフレッチェ広島 | 鹿嶋市                                                                |
| 19:03               | - レオ・シルバ 96分 - 三竿健斗 117分 | 公式記録     |                    | 競技場: 茨城県立カシマサッカースタジアム 観客数: 3,832人 主審: 柿沼亨 |

| 2018年8月22日 No.78 | 浦和レッズ          | 1 - 0    | 東京ヴェルディ | 熊谷市                                                                |
| 19:03               | - ファブリシオ 64分 | 公式記録 |                | 競技場: 熊谷スポーツ文化公園陸上競技場 観客数: 6,458人 主審: 池内明彦 |

| 2018年8月22日 No.79 | セレッソ大阪 | 0 - 1 (延長) | ヴァンフォーレ甲府 | 甲府市                                                    |
| 19:03               |              | 公式記録     | - 曽根田穣 120分   | 競技場: 山梨中銀スタジアム 観客数: 2,957人 主審: 西村雄一 |

| 2018年9月26日 No.80 | ジュビロ磐田                                                 | 4 - 2    | 北海道コンサドーレ札幌          | 磐田市                                                         |
| 19:04               | - 川又堅碁 9分 - 山田大記 59分 - 72分 (o.g.) - 荒木大吾 76分 | 公式記録 | - 早坂良太 11分 - 兵藤慎剛 69分 | 競技場: ヤマハスタジアム (磐田) 観客数: 2,855人 主審: 木村博之 |

### 準々決勝
準々決勝以降の組み合わせ抽選は、2018年9月12日に日本サッカー協会ビル (JFAハウス) 内にある日本サッカーミュージアム ヴァーチャルスタジアムで行われた。前回まで同様、ポットを2つ用いる方法で行われたが、決勝会場である埼玉スタジアム2002をホームスタジアムとする浦和が含まれていること、準々決勝に進出する可能性のある鹿島と札幌がホームスタジアムを確保できていないことを踏まえ、以下の手順で実施された。
1. No.81ホーム→No.81アウェー→No.82ホーム→…の順にトーナメントポジションに1から8の番号を割り当てる。
2. まず、1から4の番号の書かれたカプセルの入ったポットAを抽選し、浦和のトーナメントポジションを決定する (これにより、浦和は決勝進出時には必ずホーム側となる)。
3. 次に、ポットAに5から8の番号の書かれたカプセルを追加し、「No.77の勝者」「No.80の勝者」の書かれたカプセルの入ったポットBを用意する。
4. ポットA→ポットB→ポットAの順に抽選し、「No.77の勝者」「No.80の勝者」のトーナメントポジションを決定する。ただし、両者が準々決勝で対戦することになった場合は、ポットAを再抽選して、両者が準々決勝で対戦しないようにする。
5. ポットBに残りの5チームの名前の書かれたカプセルを入れ (前の段階で再抽選が行われた場合は再抽選の直前に引いた番号をポットAに戻す)、ポットA→ポットBの順に抽選して残りのチームのトーナメントポジションを決定する。

ドロワーは日本サッカー協会会長の田嶋幸三と、日本サッカー協会専務理事・天皇杯実施委員長の須原清貴、ゲストドロワーとして元日本代表の鈴木啓太が参加。
| 2018年10月24日 No.81 | 浦和レッズ                        | 2 - 0    | サガン鳥栖 | 熊谷市                                                                |
| 19:03                | - 宇賀神友弥 16分 - 槙野智章 31分 | 公式記録 |            | 競技場: 熊谷スポーツ文化公園陸上競技場 観客数: 7,867人 主審: 村上伸次 |

| 2018年11月21日 No.82 | 鹿島アントラーズ | 1 - 0    | ヴァンフォーレ甲府 | 甲府市                                                    |
| 19:03                | - 土居聖真 76分  | 公式記録 |                    | 競技場: 山梨中銀スタジアム 観客数: 6,243人 主審: 西村雄一 |

| 2018年10月24日 No.83                                     | ジュビロ磐田   | 1 - 1 (延長) (3-4 PK戦)                                                  | ベガルタ仙台          | 磐田市                                                         |
| 19:03                                                    | - 小川航基 9分 | 公式記録                                                                 | - ジャーメイン良 86分 | 競技場: ヤマハスタジアム (磐田) 観客数: 4,068人 主審: 岡部拓人 |
|                                                          | PK戦           |                                                                          |                       |                                                                |
| - 小川航基 - 荒木大吾 - 大井健太郎 - 上原力也 - 宮崎智彦 |                | - 永戸勝也 - 野津田岳人 - 石原直樹 - ジャーメイン良 - ハーフナー・マイク |                       |                                                                |

| 2018年10月24日 No.84 | 川崎フロンターレ    | 2 - 3    | モンテディオ山形                               | 天童市                                                        |
| 19:03                | - 知念慶 60分, 70分 | 公式記録 | - 小林成豪 2分 - 坂井達弥 36分 - 阪野豊史 49分 | 競技場: NDソフトスタジアム山形 観客数: 5,356人 主審: 荒木友輔 |

### 準決勝
| 2018年12月5日 No.85 | 浦和レッズ        | 1 - 0    | 鹿島アントラーズ | 鹿嶋市                                                                     |
| 19:04               | - マウリシオ 27分 | 公式記録 |                  | 競技場: 茨城県立カシマサッカースタジアム 観客数: 13,949人 主審: 福島孝一郎 |

| 2018年12月5日 No.86 | ベガルタ仙台                                          | 3 - 2    | モンテディオ山形      | 仙台市                                                           |
| 19:04               | - ジャーメイン良 14分 - 矢島慎也 18分 - 平岡康裕 36分 | 公式記録 | - 阪野豊史 32分, 44分 | 競技場: ユアテックスタジアム仙台 観客数: 16,604人 主審: 家本政明 |

## 決勝

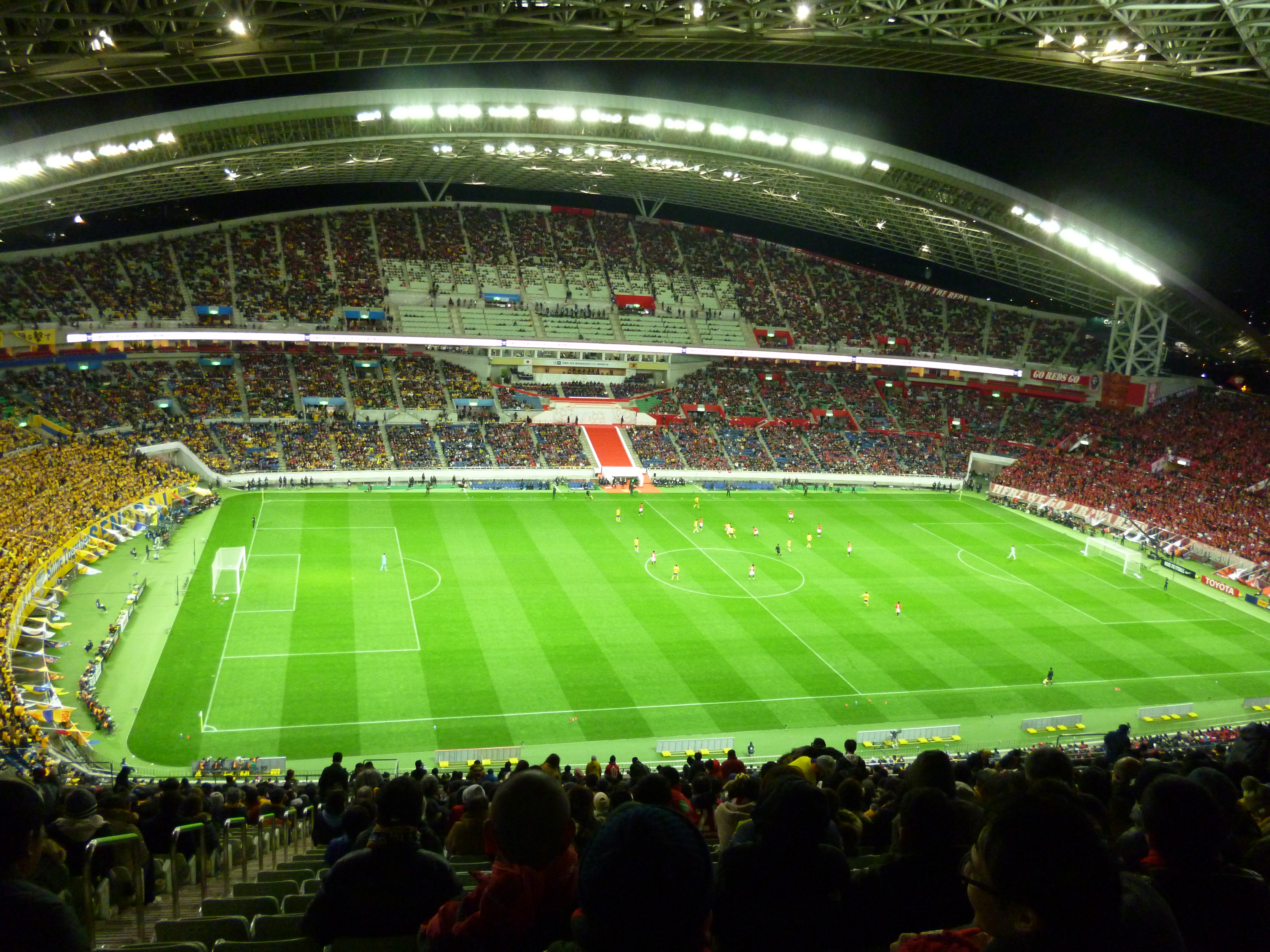
試合会場をバックスタンド側より臨む。
サポーター席は左側が仙台（アウェー）、右側が浦和（ホーム）。

決勝に駒を進めたのは、ACL新旧王者の対決となった準決勝 で、前半のDFマウリシオのゴールを守り切って鹿島を下し、3大会ぶりの決勝進出となった浦和 と、公式戦では2015年以来となる「みちのくダービー」となった準決勝で、ルーキーのFWジャーメイン良の全得点に絡む活躍 で山形との打ち合いを制し、クラブ初の決勝進出を決めた仙台 の2チーム。本来「中立地開催」となる天皇杯決勝は埼玉スタジアムを本拠地とする浦和が勝ち上がったことで浦和ホームの様相を呈し、仙台にとっては浦和相手にアウェイで未勝利（4分7敗）と分の悪いデータもある ものの、クラブ創設24年目にして初の三大タイトルへの期待も高まっていた。
試合は前半13分、浦和が右コーナーキックをショートコーナーとして浦和MF長澤和輝がクロスを上げるも仙台DFにクリアされるが、このクリアボールに反応して飛び込んできた浦和DF宇賀神友弥がペナルティエリア外から右足ダイレクトのボレーシュートを放つと、これが鮮やかにネットを揺らし、浦和が先制する。その後仙台はボール保持率を高める時間帯もあったが、浦和守備陣が仙台に効果的なパスを出させず、得点を許さない。後半に入ってもこの構図は変わらず、一進一退の攻防を他所に時間だけが過ぎていき、そのままタイムアップ。浦和が第86回大会以来12大会ぶり3度目、前身の三菱重工時代を含めて通算7度目の天皇杯制覇を成し遂げた。
| 2018年12月9日 18:04 No.87 |

| 浦和レッズ      | 1 - 0          | ベガルタ仙台 |
| 宇賀神友弥 13分 | 公式記録 (PDF) |              |

| 埼玉スタジアム2002 観客数: 50,978人 主審: 山本雄大 |

| ベガルタ仙台 |    |                      |      |      |
| GK           | 01 | シュミット・ダニエル |      |      |
| DF           | 13 | 平岡康裕             | 89分 |      |
| DF           | 27 | 大岩一貴             |      |      |
| DF           | 06 | 板倉滉               | 34分 |      |
| MF           | 34 | 椎橋慧也             |      | 80分 |
| MF           | 07 | 奥埜博亮             |      |      |
| MF           | 29 | 古林将太             |      | 67分 |
| MF           | 23 | 中野嘉大             |      |      |
| FW           | 16 | 野津田岳人           |      |      |
| FW           | 19 | ジャーメイン良       |      | 67分 |
| FW           | 11 | 石原直樹             |      |      |
| 控え:        |    |                      |      |      |
| GK           | 21 | 関憲太郎             |      |      |
| DF           | 02 | 永戸勝也             |      |      |
| MF           | 10 | 梁勇基               |      |      |
| MF           | 15 | 矢島慎也             |      | 80分 |
| MF           | 17 | 富田晋伍             |      |      |
| MF           | 40 | 関口訓充             |      | 67分 |
| FW           | 20 | 阿部拓馬             |      | 67分 |
|              |    |                      |      |      |
| 監督         |    |                      |      |      |
| 渡邉晋       |    |                      |      |      |

| 第98回天皇杯 優勝          |
| -------------------------- |
| 浦和レッズ 12大会ぶり7回目 |

### トーナメント表
|  | 準々決勝           | 準々決勝         |               |       | 準決勝 | 準決勝 |  |  | 決勝 | 決勝 |
|  |                    |                  |               |       |        |        |  |  |      |      |
|  | 2018年10月24日     |                  |               |       |        |        |  |  |      |      |
|  |                    |                  |               |       |        |        |  |  |      |      |
|  | 浦和レッズ         | 2                |               |       |        |        |  |  |      |      |
|  | 浦和レッズ         | 2                | 2018年12月5日 |       |        |        |  |  |      |      |
|  | サガン鳥栖         | 0                |               |       |        |        |  |  |      |      |
|  | サガン鳥栖         | 0                | 浦和レッズ    | 1     |        |        |  |  |      |      |
|  | 2018年11月21日     |                  | 浦和レッズ    | 1     |        |        |  |  |      |      |
|  |                    | 鹿島アントラーズ | 0             |       |        |        |  |  |      |      |
|  | 鹿島アントラーズ   | 鹿島アントラーズ | 0             | 1     |        |        |  |  |      |      |
|  | 鹿島アントラーズ   |                  | 2018年12月9日 | 1     |        |        |  |  |      |      |
|  | ヴァンフォーレ甲府 | 0                |               |       |        |        |  |  |      |      |
|  | ヴァンフォーレ甲府 | 0                | 浦和レッズ    | 1     |        |        |  |  |      |      |
|  | 2018年10月24日     |                  | 浦和レッズ    | 1     |        |        |  |  |      |      |
|  |                    | ベガルタ仙台     | 0             |       |        |        |  |  |      |      |
|  | ジュビロ磐田       | ベガルタ仙台     | 0             | 1 (3) |        |        |  |  |      |      |
|  | ジュビロ磐田       | 2018年12月5日    |               | 1 (3) |        |        |  |  |      |      |
|  | ベガルタ仙台 (p)   | 1 (4)            |               |       |        |        |  |  |      |      |
|  | ベガルタ仙台 (p)   | 1 (4)            | ベガルタ仙台  | 3     |        |        |  |  |      |      |
|  | 2018年10月24日     |                  | ベガルタ仙台  | 3     |        |        |  |  |      |      |
|  |                    | モンテディオ山形 | 2             |       |        |        |  |  |      |      |
|  | 川崎フロンターレ   | モンテディオ山形 | 2             | 2     |        |        |  |  |      |      |
|  | 川崎フロンターレ   |                  |               | 2     |        |        |  |  |      |      |
|  | モンテディオ山形   | 3                |               |       |        |        |  |  |      |      |
|  | モンテディオ山形   | 3                |               |       |        |        |  |  |      |      |

### 注記
1. ↑  地上波での中継は決勝戦をNHK仙台放送局が総合テレビのサブチャンネルで宮城県内向けに放送するのみ[8]。
2. ↑  後に2018年6月12日に開催された日本サッカー協会の審判委員会にてこの判定について検証した結果、清水主審が「助走後のフェイント」と判断した動作は、実際には助走中の片足蹴り (いわゆる「ケンケン」)であり、ルール上認められている「助走中のフェイント」であるとしてプレーに対する判断自体も誤っている (誤審)としている[24]。ただし、この判断自体は「プレーに関する事実についての主審の決定は最終である」として尊重されている。
3. ↑  当初は7月11日に開催の予定であったものの、平成30年7月豪雨の影響を考慮し、2018年7月9日に同試合を延期することが発表された[33]。その後、同試合は8月22日に開催することが発表された[34]。
4. ↑  この試合はJFA主管試合であるにもかかわらず、浦和がJFAの許可及び事前協議無く「試合前日の応戦資材搬入」「左右のアッパースタンド最上段から地面に垂らしたロープによるビッグフラッグの垂直掲揚」を認め、さらにサポーターによる試合前の発炎筒着火等に対して適切な処置を行わなかったとして、JFAから浦和に対して罰金200万円と譴責処分を課している[41]。